# Eiterhagen

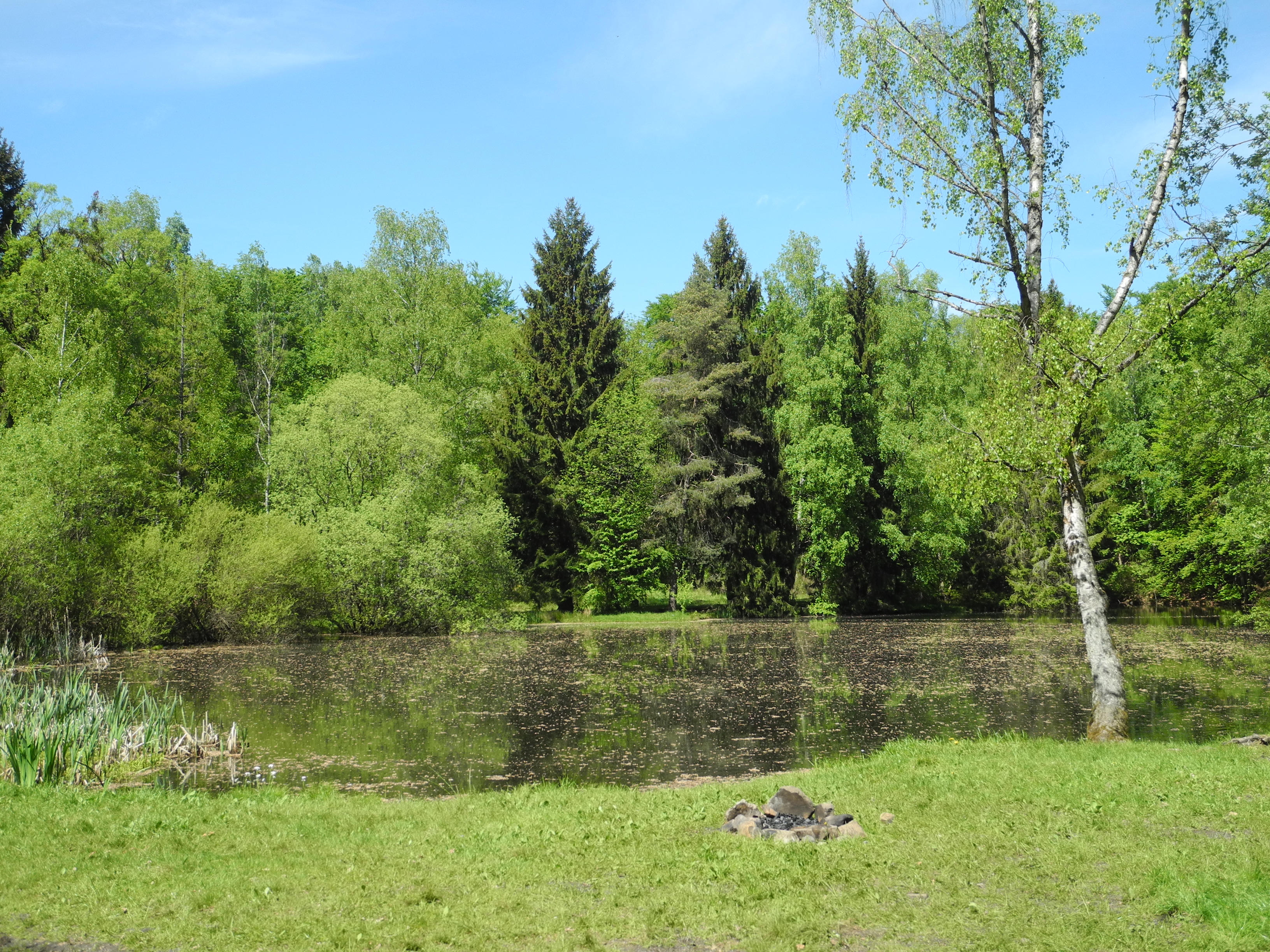
Der Grüne See bei Eiterhagen

Eiterhagen ist der südlichste Ortsteil der Gemeinde Söhrewald im nordhessischen Landkreis Kassel.

## Geographische Lage
Der Ort befindet sich zwischen den bewaldeten Mittelgebirgslandschaften Söhre (max. 643,4 m ü. NN) im Norden und Melsunger Bergland (max. 563,7 m ü. NN) im Süden an der Einmündung des Wattenbachs in die Mülmisch. Durch Eiterhagen, das auf etwa 260 bis 310 m ü. NN liegt, verläuft etwa in Südwest-Nordost-Richtung die Landesstraße 3228 (Empfershausen–Quentel), von der im Dorf die nordwärts nach Wattenbach führende L 3236 abzweigt. Etwa 1,3 km südwestlich von Eiterhagen liegt der Grüne See.

## Geschichte

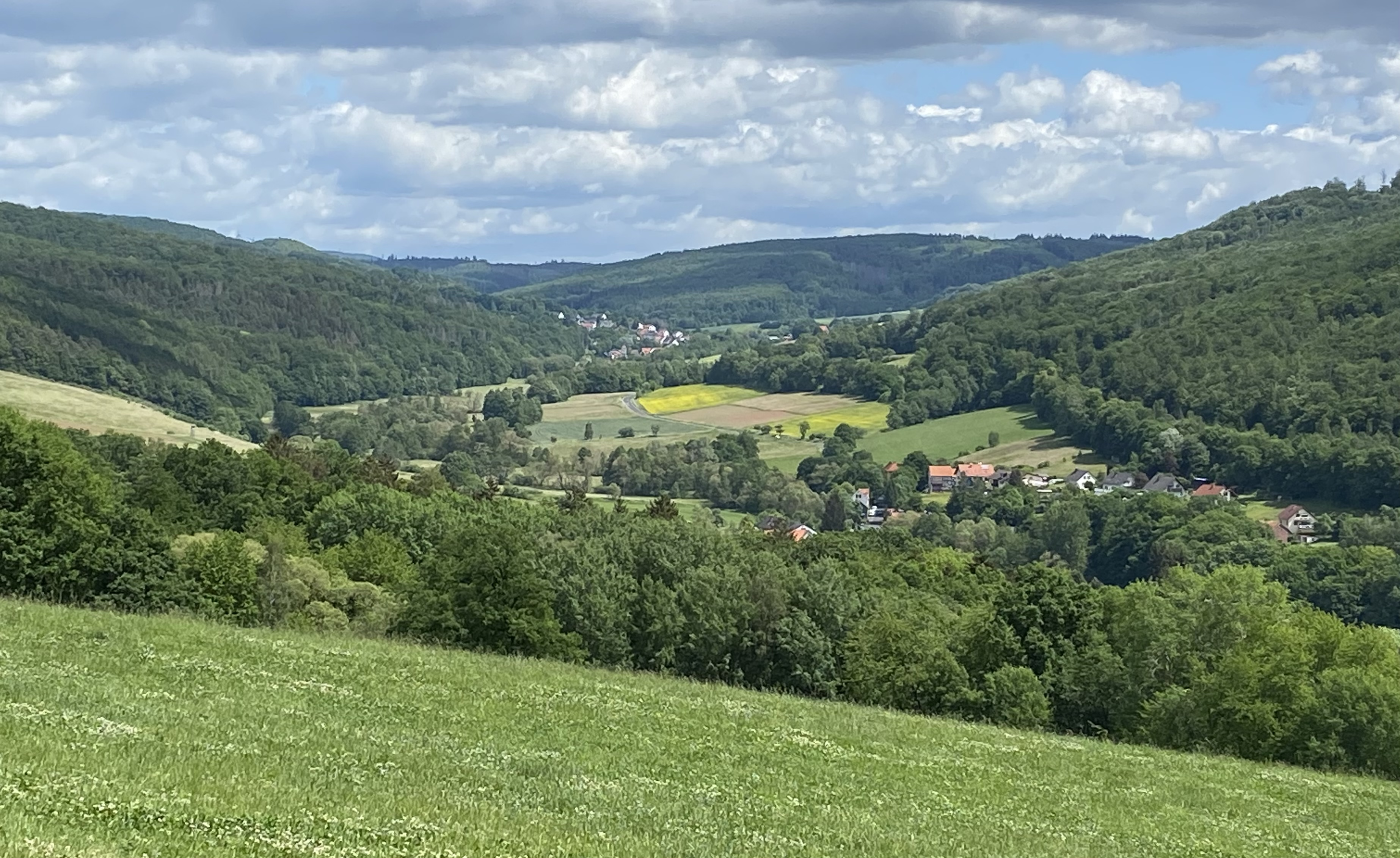
Blick über das Mülmischtal bis Eiterhagen

Der Ort wurde 1189 erstmals urkundlich erwähnt, als Eyterhayn. Zur Zeit des napoleonischen Königreichs Westphalen gehörte Eiterhagen zum Kanton Körle.
Am 1. Dezember 1970 fusionierten die ehemals selbstständigen Gemeinden Eiterhagen, Wattenbach und Wellerode im Zuge der Gebietsreform in Hessen freiwillig zur neuen Gemeinde Söhrewald.

## Söhne und Töchter des Orts
- Philipp Hoffmeister (1804–1874), Pfarrer, Maler, Schriftsteller, Sagensammler, Insektenforscher und Erfinder